# Lachnowo
Lachnowo – dawna miejscowość na Białorusi, w obwodzie grodzieńskim, w rejonie grodzieńskim, w sielsowiecie Indura.
Niegdyś pod tą nazwą istniały dobra w gminie Indura powiatu grodzieńskiego. Stanowiły własność Lachnickich, a następnie Chrapowieckich. 
W dwudziestoleciu międzywojennym ówczesny folwark leżał w Polsce, w województwie białostockim, w powiecie grodzieńskim, w gminie Indura. Według Powszechnego Spisu Ludności z 1921 roku zamieszkiwało go 48 osób, 29 było wyznania rzymskokatolickiego a 19 prawosławnego. Wszyscy mieszkańcy zadeklarowali polską przynależność narodową. Były tu 3 budynki mieszkalne. Miejscowość ta należała do parafii rzymskokatolickiej i parafii prawosławnej w Indurze. Podlegała pod Sąd Grodzki w Indurze i Okręgowy w Grodnie; właściwy dla niej urząd pocztowy mieścił się w Indurze.
W 1824 w miejscowości tej urodził się Cyprian Lachnicki.
Po 1939 miejscowość weszła w struktury administracyjne Związku Radzieckiego. Spis urzędowy miejscowości Białorusi nie wymienia tej nazwy wśród funkcjonujących jednostek osadniczych sielsowietu Indura. 